# Fibla (Reisserella) pasiphae
Fibla (Reisserella) pasiphae is een kameelhalsvliegensoort uit de familie van de Inocelliidae. De soort komt voor op Kreta.
Fibla (Reisserella) pasiphae werd voor het eerst wetenschappelijk beschreven door H. Aspöck & U. Aspöck in 1971.